# Алитало, Кари Кустаа
Кари Кустаа Алитало (фин. Kari Kustaa Alitalo, род. 21 мая 1952, Куопио) — финский доктор медицинских наук и медицинский исследователь. Он является иностранным ассоциированным членом Национальной академии наук США. Он прославился открытием нескольких рецепторных тирозинкиназ (RTK) и первого фактора роста, способного индуцировать лимфангиогенез: фактора роста эндотелия сосудов C (VEGF-C). В 1996–2007 годах он был вторым по цитируемости автором в Европе в области клеточной биологии. В настоящее время Алитало является профессором Академии Финляндии.

## Образование и карьера
Алитало окончил Хельсинкский университет в 1971 году, получил степень бакалавра медицины в 1973 году, лиценциата в 1977 году и доктора медицины и хирургии в 1981 году. Он защитил докторскую диссертацию в исследовательской группе профессора Антти Вахери. Тема диссертации (1980) — Гликопротеины соединительной ткани нормальных дифференцированных и злокачественных клеток человека.
В 1976 году Алитало учился в США и работал приглашённым исследователем в Вашингтонском университете в Сиэтле в 1981–1982 годах и в 1982–1983 годах в Калифорнийском университете в Сан-Франциско, где он работал, в том числе, с нобелевскими лауреатами Дж. Майклом Бишопом и Гарольдом Э. Вармусом, получившими награду за исследования рака в 1989 году.
Алитало начал свою карьеру в качестве научного сотрудника в Академии Финляндии в 1979–1982 годах. В 1983–1985 годах он был младшим научным сотрудником Академии, а в 1985–1987 годах — старшим научным сотрудником. В 1983–1989 годах он был доцентом клеточной биологии в Университете Хельсинки, а в 1987 году — профессором медицинской химии в Университете Турку. В 1987–1988 годах Алитало был профессором-исследователем в Хельсинкском университете и Финском институте рака. В 1988–1989 годах Алитало был исполняющим обязанности профессора биологии рака в Хельсинкском университете, а в 1989–1996 годах — профессором. С 1996 года является профессором медицинской химии. 
С 1993 года Алитало был профессором-исследователем, затем профессором академии, а с 1999 года директором Центра передового опыта.

## Награды

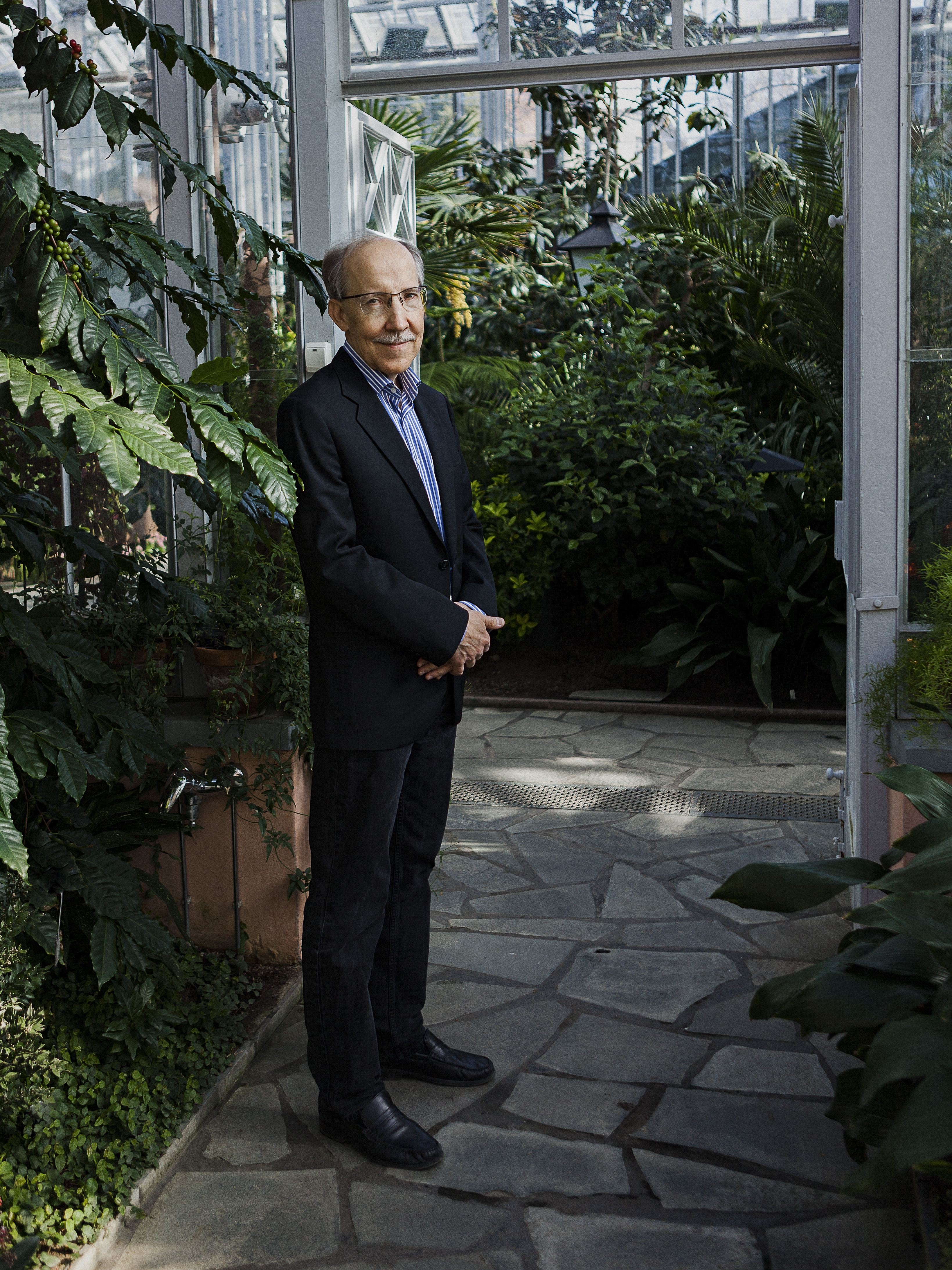
Кари Кустаа Алитало в 2014 году

Алитало получил премию Леопольда Гриффюэля в 2002 году и премию Луи-Жанте в области медицины в 2006 году. Он также получил премию Северных стран Фонда Эрика Фернстрёма в 2005 году и премию In-Bev Baillet Latour Health в 2009 году. В 2014 году он получил премию доктора А.Х.Хейнекена в области медицины.